# Ende-Liotalen
De Ende-Liotalen behoren tot de Bima-Soembatalen. De Ende-Liotalen worden voornamelijk gesproken door inwoners van Flores dat behoort tot de Kleine Soenda-eilanden van Indonesië. 

## Classificatie
- Austronesische talen (1268)
  - Malayo-Polynesische talen (1248)
    - Centraal-oostelijke talen (708)
      - Centraal-Malayo-Polynesische talen (168)
        - Bima-Soembatalen (27)
          - Ende-Liotalen (4)
            - Endenees (87.000 sprekers)
            - Ke'o (40.000 sprekers)
            - Lionees (130.000 sprekers)
            - Nage (50.000 sprekers)

Endenees · Ke'o · Lionees · Nage
Anakalangu · Bimanees · Dhao · Ende-Liotalen (4) · Kamberaas · Kepo' · Kodisch · Komodo · Lambojaas · Laura · Mamboru · Manggarai · Ngadha · Oost-Ngadha · Paluees · Rajong · Rembong · Riung · Rongga · Savunees · So'a · Wadjewaas · Wae Rana · Wanukaka